# Javindo
Het Javindo was, net als het Petjoh, een Creoolse taal die in Indonesië werd gesproken. Terwijl de grammaticale structuur van het Petjoh op het Maleis gebaseerd is, bouwt het Javindo voort op het Javaans.

## Classificatie
- Creoolse talen
  - Nederlands-gebaseerde talen
    - Petjo (Nederlands-Indië)
    - Javindo (Nederlands-Indië)
    - "Mohawk Dutch (Verenigde Staten)
    - ¨"Negro Dutch" (Verenigde Staten)
    - Leeg Duits ("Low Dutch", "Albany Dutch", "Jersey Dutch"; Verenigde Staten)
    - Negerhollands (Amerikaanse Maagdeneilanden)
    - Skepi (Guyana)
    - Berbice-Nederlands (Guyana)
    - Afrikaans (Zuid-Afrika; status als creooltaal betwist)